# Henan-Universität
Die Henan-Universität (chinesisch 河南大学, Pinyin Hénán Dàxué) ist eine im Jahre 1912 gegründete staatliche Universität in der Volksrepublik China. Sie hat ihren Sitz in Kaifeng, einer bezirksfreien Stadt in der chinesischen Provinz Henan.

## Geschichte
Ursprünglich wurde sie The Preparatory School for Further Study in Europe and America benannt, danach wurde sie mehrfach umbenannt: Zhongzhou University (1923), Henan Zhongshan University (1927), Henan Provincial University (1930), Henan National University (1942), Henan Teachers College (1953), Kaifeng Teachers College (1956), Henan Teachers University (1979) und seit Mai 1984 Henan University.

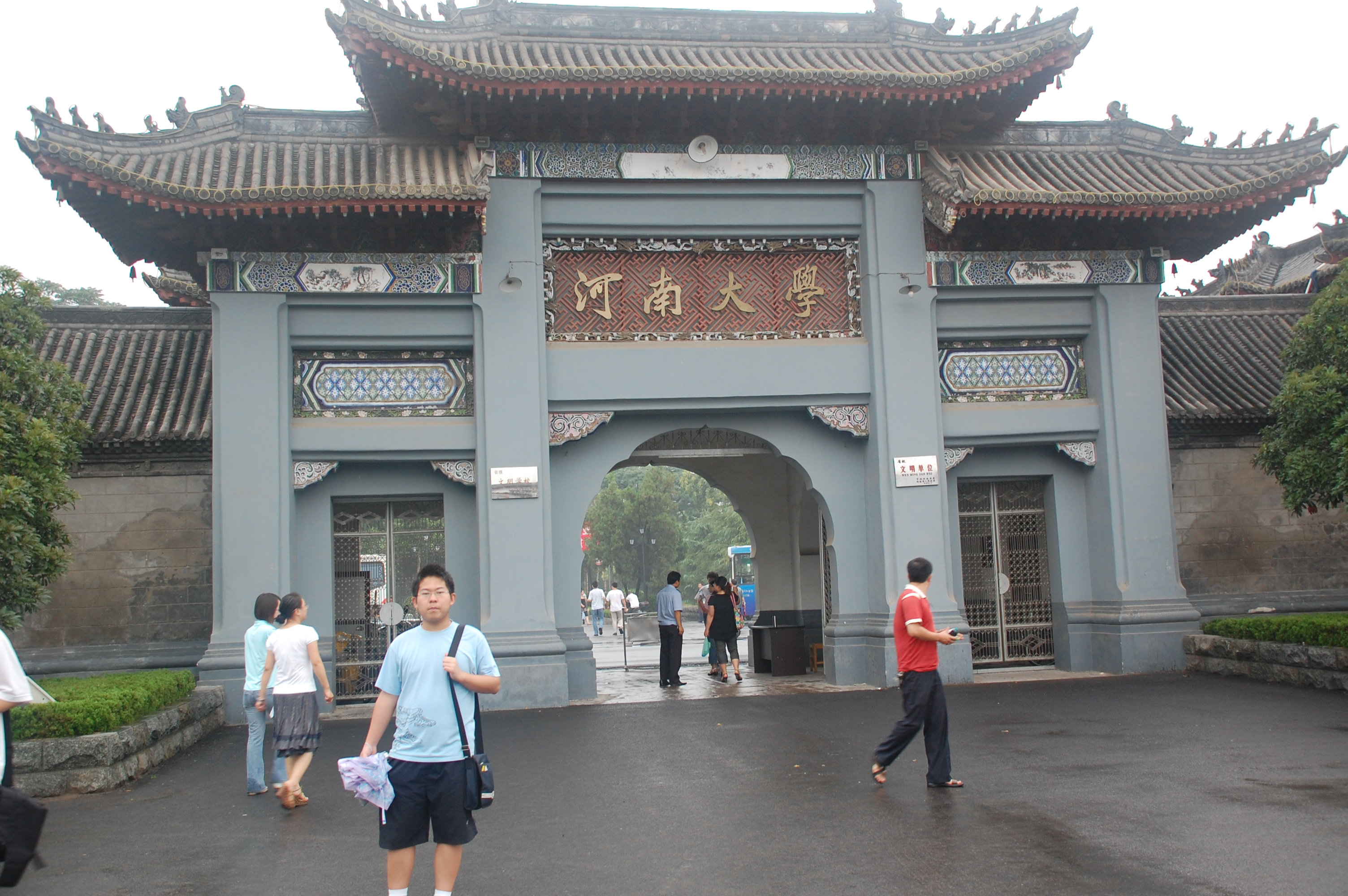
Henan-Universität

## Schulen und Studium
Die Henan-Universität verfügt derzeit über 26 Colleges und 11 Fakultäten, 29 Institute, 12 Abteilungen und 72 Forschungsinstitute. Sie nimmt Studenten für 72 Bachelorprogramme, 176 Masterprogramme und 16 Doktorandenprogramme an.
Die Henan-Universität hat rund 41.000 Studenten sowie rund 3.600 wissenschaftliche Angestellte.

## Fakultäten
Die Universität verfügt über folgende Fakultäten:
- Geisteswissenschaften
- Naturwissenschaften
- Technik
- Wirtschaftswissenschaft
- Management
- Recht
- Philosophie
- Pädagogik
- Geschichte
- Landwirtschaft
- Politikwissenschaften
- Medizin